# D 585 (Türkei)
Die Straße D 585 (Devlet yolu 585) ist eine 408 km (oder 411 km) lange Straße in der Türkei. Sie beginnt westlich von Simav und endet in Söğüt/Çavdır. Ab Denizli ist sie Teil der Europastraße 87.

## Verlauf
Die Straße beginnt an der D 240 und führt zunächst nach Süden über den Pass Akçakertik Geçidi (1470 m) nach Demirci und von dort nach Südwesten am Stausee Demirköprü Barajı entlang zur West-Ost-Achse der D 300 (Europastraße 96) knapp östlich von Salihli. Auf 9 km verläuft sie gemeinsam mit der D 300 nach Osten; zweigt dann nach Südosten ab und führt durch Alaşehir (das antike Philadelphia (Lydien)) zur Einmündung der D 310 bei Hacıaliler. Über Sarıgöl und an Buldan vorbei erreicht die Straße in Köprübaşı die D 320 (Europastraße 87) und führt, zunächst gemeinsam mit dieser, über Sarayköy im Tal des Großen Mäander (Büyük Menderes) in die Provinzhauptstadt Denizli. Anschließend verlässt sie das Flusstal und führt nach Südsüdosten über den Pass Kazıkbeli Geçidi (1250 m) zur Einmündung der von Muğla kommenden Straße D 330, die 10 km südlich wieder nach Osten abzweigt. Die D 585 führt durch die Acıpayam Ovası zur Straße D 330 und schließlich zur D 350, an der sie endet.